# Bioiberica
Bioiberica es una companyia biotecnològica que desenvolupa biomolècules per a la indústria farmacèutica, veterinària i agrícola. Creada el 1975, està participada pel grup alemany Saria Industries i inversors locals.
El 2015 va facturar 246.800.000 d'euros, i el 73% s'exportava a més de vuitanta països. El mateix any juntament amb La Fundació FC Barcelona i la Fundació Leitat, va investigar les lesions esportives de múscul, tendó i lligaments.
El 2016, tenia 358 treballadors i plantes de procés de matèries primeres en Estats Units, Brasil, Polònia, Itàlia i Espanya (Toledo), i dos centres d'excel·lència, a la seu de Palafolls i a Vilafranca del Penedès. El 2016, produïa el 20% de l'anticoagulant heparina que s'utilitza en el món i que s'obté de la mucosa intestinal del porc. Tambe produïa Condroitín Sulfat, per l'artrosi, que s'obté dels cartílags de la tràquea bovina. I utilitza crestes de gall com a font d'àcid hialurònic.